# Балахониха (деревня)
Балахо́ниха — деревня в Арзамасском районе Нижегородской области. Входит в состав Балахонихинского сельсовета.

## География
Располагается рядом с деревней Белозерье. Деревня окружена лесами. 

## Население
| 2002 | 2010 |
| ---- | ---- |
| 18   | ↘8   |

## Достопримечательности
В нескольких километрах от деревни находится Балахонихинская пещера.